# Joazhifel Soares
Joazhifel Soares da Cruz Sousa Pontes (São Tomé - 19 de janeiro de 1991), conhecido como Jocy,  é um jogador de futebol de São Tomé e Príncipe que joga como meio - campista do UD Rei Amador e da seleção de São Tomé e Príncipe . 

## Biografia
Jocy nasceu na capital São Tomé, começou a jogar em competições de campeonato de futebol, primeiro com o Vitória FC em 2011, que foi a temporada de sucesso do clube, depois o Sporting Praia Cruz em 2013, onde atualmente joga. Retornou a Vitória Riboque em 2014 e era o número 30. 
| 2011–2012 | Vitória Riboque     |  |  |
| 2013–2016 | Sporting Praia Cruz |  |  |
|           | UDRA                |  |  |

| 2011– | São Tomé and Príncipe | 18 | (0) |